# Šárka (Sagenfigur)
Šárka (tschechisch) bzw. Sarka oder Scharka ist eine tschechische Sagenfigur.

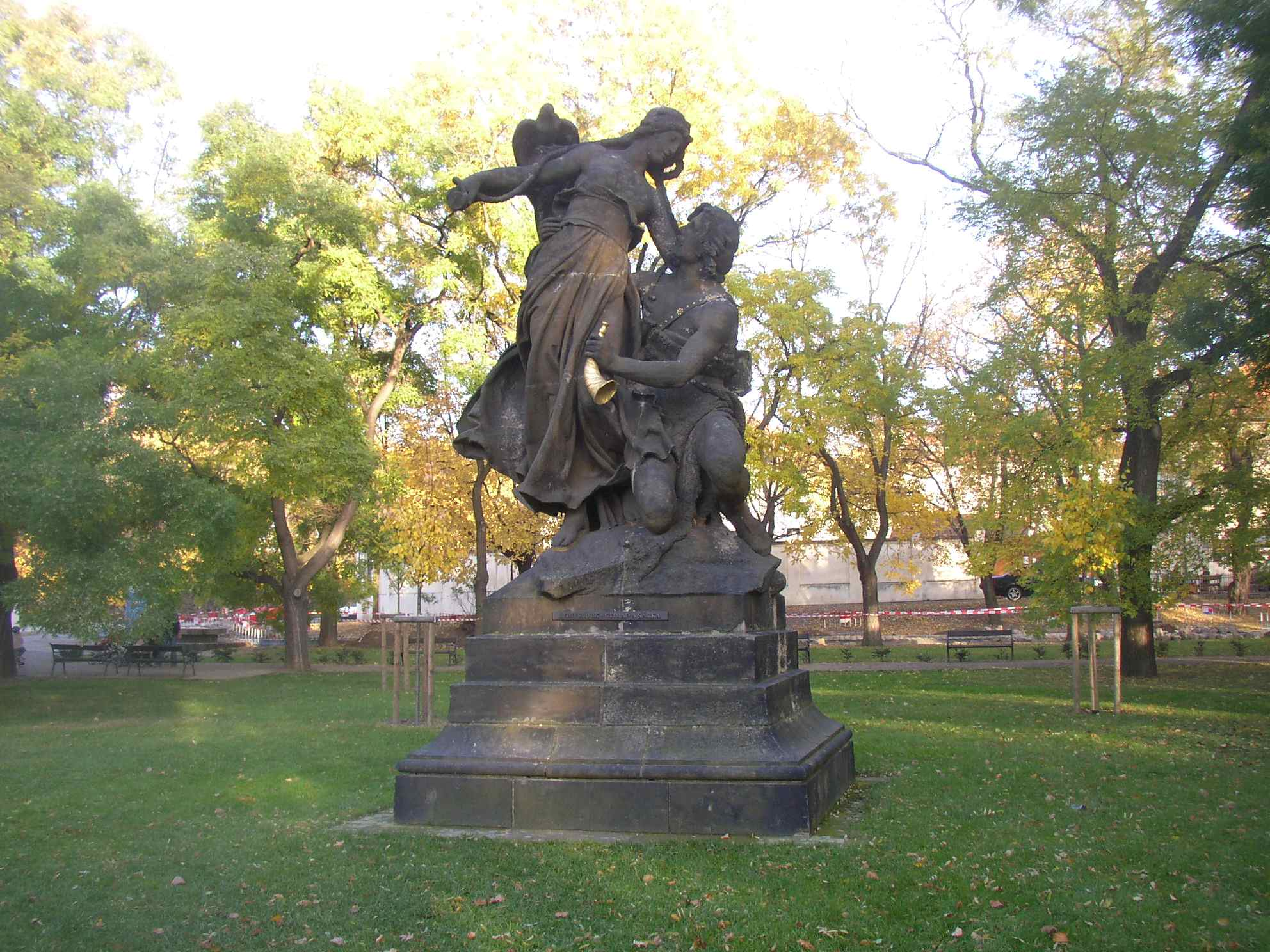
Ctirad und Šárka im Vyšehrad-Park. Skulptur von Josef Václav Myslbek 1895

Bekannt ist der Name durch den Mägdekrieg, einen sagenhaften Krieg zwischen Frauen und Männern um die Herrschaft in Böhmen.
Šárka wird zum Schein an einen Baum gefesselt und lockt so den jungen Adligen Ctirad in die Falle. Sie lässt sich von ihm befreien und bietet ihm zum Dank Met an, der ein Schlafmittel enthält. Als er und seine Männer eingeschlafen sind, werden sie von den Kriegerinnen der Vlasta überwältigt. Je nach Version wird Ctirad aufs Rad geflochten und in der Moldau ertränkt, oder er überlebt und lässt Šárka nach dem endgültigen Sieg Přemysls lebendig begraben.
Der Stoff wurde bereits von Cosmas von Prag in seiner Chronik verarbeitet, der Name Šárka taucht jedoch erst in der Dalimil-Chronik aus dem 14. Jahrhundert auf. Václav Hájek z Libočan (16. Jh.) und Alois Jirásek (19. Jh.) haben die Geschichte weiter ausgestaltet.

## Musikalische Umsetzungen
- Bedřich Smetana: Šárka, 3. Teil des Zyklus Mein Vaterland (komponiert 1875, Klavierfassung 1880, Partitur postum 1888)[1]
- Zdeněk Fibich: Šárka (Oper, UA 1897)[2]
- Leoš Janáček: Šárka (Oper, UA 1925)